# Bezymjannyj
Il Bezymjannyj (in russo Безымянный) è uno stratovulcano della Kamčatka, in Russia. Il suo nome significa in lingua russa vulcano senza nome; lo si riteneva estinto fino al 1955 quando ha ripreso una forte attività. Fa parte del gruppo di vulcani del Ključevskaja Sopka, una formazione di vulcani posta a oriente della Catena Centrale, nella parte settentrionale della penisola. La formazione è tipica dei vulcani presenti in una zona di subduzione, nello specifico dello scorrimento della placca pacifica sotto quella euroasiatica.
Il vulcano si è formato in tempi relativamente recenti, sul fianco sud-orientale del vulcano Kamen, molto più antico e elevato (4585 m s.l.m.).

## Struttura del vulcano
Il Bezymjannyj è costituito principalmente da andesiti calcoalcanline con un tasso di potassio medio. Esse sono ricche generalmente in augite e orneblenda; durante le sue eruzioni ha prodotto anche colate di basalto andesitico e dacitico. Il vulcano si trova in un'area di duomi in parte antecedenti alla sua formazione. Sui suoi fianchi sono presenti colate di lava che, verso il basso, sono ricoperte da depositi piroclastici non consolidati. La sommità del vulcano, è formata da un cratere a forma di ferro di cavallo, ottenuto dalla polverizzazione del fianco sud-est. Esso ha una dimensione di 1,3 per 2,8 km ed è profondo 700 metri.

## Attività eruttiva
Il vulcano si è formato nell'olocene tra 11000 e 7000 anni fa. La sua attività ha conosciuto lunghi periodi di inattività.
Negli ultimi 3000 anni vi si riconoscono tre fasi.
- B1: ha avuto luogo tra 2600 e 1700 anni fa con una forte attività esplosiva, con emissione di basalto e basalto andesitico.
- B2: tra 1400 e 1050 anni fa, con una ripresa dell'attività, con formazione di duomi, emissione di lava ma anche con colate piroclastiche; alla fine di questo periodo il vulcano raggiunse una elevazione di 3.100 m.
- B3: dopo un sonno di circa 1000 anni il 29 settembre del 1955 il vulcano si risveglia, con una forte attività sismica. Il 22 ottobre dello stesso anno, si ebbe una prima esplosione moderata, con la formazione di un pennacchio che si elevo per 9 km nell'atmosfera; l'eruzione depose un deposito di cenere di granulometria da fine a media in un raggio di 60 km. La pressione all'interno del vulcano fece gonfiare in particolare il fianco sud-est, tanto che uno dei duomi si alzò di oltre cento metri. Il 30 marzo dell'anno seguente, dopo una intensa attività sismica protrattasi per più mesi, il fianco sud-est venne polverizzato da una potente esplosione. La sommità del vulcano per 250 metri per un volume di 0,5 km³ esplose emettendo un pennacchio che si elevo fino a 40 km nella stratosfera. Le ricadute di ceneri interessarono un'area di 500 km². La ricaduta del materiale provocò colate piroclastiche importanti, per una distanza di 18 km, che in alcuni casi vennero prolungate da lahar; fortunatamente l'eruzione pliniana, essendo la regione completamente disabitata, non provocò danni a persone o cose. Si stima che questa eruzione sia stata in termini di potenza molto simile a quella del Monte Sant'Elena del 1980.[2]. Da allora l'attività del vulcano è quasi permanente si sono contate decine di eruzioni. Le colate di lava molto viscosa, sono spesso distrutte da eruzioni esplosive più o meno importanti, il tutto accompagnato da una intensa attività di fumarole.